# Tadarida fulminans
Tadarida fulminans es una especie de murciélago de la familia Molossidae.

## Distribución geográfica
Se encuentra en República Democrática del Congo, Kenia Tanzania, Ruanda, Zambia Zimbabue Malaui, Sudáfrica y Madagascar.